# Zempin
Zempin er en by og kommune i det nordøstlige Tyskland, beliggende i Amt Usedom-Süd i den nordøstlige del af Landkreis Vorpommern-Greifswald på øen Usedom. Landkreis Vorpommern-Greifswald ligger i delstaten Mecklenburg-Vorpommern.

## Geografi
Zempin er den mindste badeby på øen. Den er beliggende mellem Zinnowitz og Koserow ved det smalleste sted mellem Østersøen og Achterwasser. Den ligger ved Bundesstraße B 111 og jernbanen Züssow – Świnoujście stopper i byen. Omkring 16 kilometer øst for kommunen, ligger de tre Kaiserbäder Bansin, Heringsdorf og Ahlbeck og to kilometer væk findes landsbyen Zinnowitz.

## Historie
Under 2. verdenskrig, mellem 1943 og 1945, var der i skovområdet mellem Zinnowitz og Zempin tre affyringsramper til afprøvning af Fieseler Fi 103 bedre kendt som V1.

## Eksterne kilder og henvisninger
- Wikimedia Commons har flere filer relateret til Zempin
- Hjemstavnsside zempin-usedom-heimat.de
- Kommunens side  på amtets websted
- Befolkningsstatistik mm Arkiveret 7. november 2017 hos  Wayback Machine